# Phellopsis obcordata
Phellopsis obcordata är en skalbaggsart som först beskrevs av Kirby 1837.  Phellopsis obcordata ingår i släktet Phellopsis och familjen barkbaggar. Inga underarter finns listade i Catalogue of Life.